# Cantonul Ginestas
Cantonul Ginestas este un canton din arondismentul Narbonne, departamentul Aude, regiunea Languedoc-Roussillon, Franța.

## Comune
- Argeliers
- Bize-Minervois
- Ginestas (reședință)
- Mailhac
- Mirepeisset
- Ouveillan
- Paraza
- Pouzols-Minervois
- Roubia
- Saint-Marcel-sur-Aude
- Saint-Nazaire-d'Aude
- Sainte-Valière
- Sallèles-d'Aude
- Ventenac-en-Minervois